# Nathalie Vezzali
Nathalie Vezzali (ur. 5 stycznia 1969 w Reggio nell’Emilia) – włoska szpadzistka, brązowa medalistka mistrzostw świata. 
Podczas mistrzostw świata w Orleanie w 1988 roku Włoszki w składzie: Saba Amendolara, Alessandra Anglesio, Cecilia Salvioli, Elisa Uga i Nathalie Vezzali zdobyły brązowy medal w zawodach drużynowych. W turnieju indywidualnym zajęła trzynaste miejsce.
Nigdy nie wzięła udziału w igrzyskach olimpijskich.
Jej siostra, Valentina Vezzali, także uprawiała szermierkę.